# Maria Anna Lindmayr
Maria Anna Lindmayr, (de su nombre completo Maria Anna Josepha von Jesus Lindmayr) (Múnich, 24 de septiembre de 1657 - 6 de diciembre de 1726) fue una monja carmelita descalza y famosa mística católica que afirmó haber recibido incontables revelaciones privadas por parte de algunas almas del purgatorio.

## Primeros años de vida
Maria Anna Lindmayr nació a 24 de septiembre de 1657 en Múnich, Electorado de Baviera, hija de Franz Lindmayr, mayordomo del Príncipe Regente Maximiliano Filipe Jerónimo, Duque de la Baviera-Leuchtenberg (segundo hijo de Maximiliano I de Wittelsbach) y de Maria Eva Lindmayr, que dio a sus hijos una educación de estricta fe católica y estimuló en ellos una firme devoción a Nuestra Señora de Altötting. La casa de la familia Lindmayr fue siempre profundamente religiosa.
Fue bautizada el propio día de su nacimiento en la Parroquia de San Pedro, la más antigua de Múnich. En su familia contaba con 14 hermanos (seis niños y ocho niñas): entre estos, una hermana suya se hizo también religiosa carmelita; cuatro hermanos se hicieron sacerdotes, dos de ellos sacerdotes carmelitas, un sacerdote premonstratense y un sacerdote diocesano.
En el bautismo le fue dado el nombre de "Maria del rescate de los prisioneros" que, más tarde, ganó un valor simbólico muy profundo para Maria Anna.

## La vida religiosa
El día 29 de noviembre de 1672, Maria Anna Lindmayr hizo una confesión general. Sin embargo, tomó parte en la Orden de los Carmelitas el día 16 de julio de 1687, mediante la imposición del Escapulario de Nuestra Señora del Carmen y mientras fue carmelita de la Orden Tercera. Fue grande su disgusto, en esa misma fecha, de no poder ingresar inmediatamente en un convento, y, en consonancia con sus propias declaraciones, fueron varias las veces que había pedido la admisión a varios monasterios, pero vio rechazados esos mismos pedidos.
Fue en el mes de octubre de 1711 cuando Maria Anna ingresó oficialmente en un convento en Múnich (a pesar de su entrada datase del 17 de septiembre de 1711). Inicialmente aún como carmelita de la Orden Tercera, el día 22 de mayo de 1713 hizo su profesión religiosa y, el día 10 de junio de ese mismo año, le fue investido el hábito religioso del Carmelo y atribuido el nombre religioso de Hermana Josefa de Jesús.
En marzo de 1716, por tres años, fue elegida Madre Superiora del convento, y en 1719, nuevamente, por tres años más, fue reelegida priora. En 1722 cuando, por la tercera vez, recibió el nombramiento de priora del Convento de la Trindade, Maria Anna rechazó tal cargo, pero convencida por las religiosas de la comunidad accedió a hacerse, por lo menos, maestra de novicias hasta 1726. Falleció con fama de santidad el día 6 de diciembre de 1726 y fue enterrada en la cripta del convento el día 17 de ese mismo mes.

## Escritos espirituales
Maria Anna Lindmayr, en sus escritos espirituales, reveló sus revelaciones privadas y sus diálogos mantenidos con las almas del purgatorio. Esas mismas revelaciones fueron compiladas en su diario y, posteriormente, con el consentimiento de su director espiritual fueron publicadas y traducidas en diversas lenguas.
- Maria Anna Lindmayr; Mein verkehr mit armen seelen - Aus dem Tagebuch einer Karmelitin. 144 pp. Christiana-Verlag, Stein am Rhein, 1999.
- Maria Anna Lindmayr; As minhas relações com as almas do purgatório. 152 pp. Edições Boa Nova, Requião, Portugal, 2003.
- Maria Anna Lindmayr; Mes relations avec les âmes du purgatoire - Journal d'une carmélite. 160 pp. Editions du Parvis, Suiza, 2013.

De sus escritos, se destacan las siguientes citas:
"Ya algunos años antes que Dios se dignara a concederme la gracia de comunicarme con las Almas del Purgatorio, yo les fui dando testimonio o prueba de mi afección por ellas. Aprendí mucho con esta práctica de las virtudes, y precisamente porque las propias almas me avisaban y aconsejaban con todo el cuidado, no caía fácilmente en una falta. Pero, en todo eso, yo no pensaba en otra cosa y mucho menos aún podría soñar con liberar esas almas del Purgatorio." (LINDMAYR, 2003, pág. 27)
"Hay ya algunos años que yo recibo, de parte de las almas del Purgatorio, muchos avisos y de diversos modos, es decir, a medida en que yo misma progreso en la práctica de las virtudes. Siempre pedí a Dios que me liberara de tales manifestaciones con recelo de que el Maligno se entrometiera en ellas y así me engañara." (LINDMAYR, 2003, pág. 28)
"Las pobres almas me mostraron que, en el otro mundo, todo está calculado con una exactitud absoluta y que, en esta vida, difícilmente se puede hacer una idea perfecta de esa duración. [...] La permanencia en el Purgatorio dura muchas veces algunos centenares de años. Todo eso me hizo ver como es grande la ofensa hecha a Dios por el pecado y que todo cuánto no fue expiado en esta vida lo debe ser en la otra." (LINDMAYR, 2003, pág. 51)
"Una noche me olvidé y me fui a dormir; mas las pobres almas permanecieron todo el tiempo dando vueltas alrededor de mi cama, me levanté y las rocié con el agua bendita. Sólo hasta entonces pudieron descansar".